# آه، لم يحن المساء بعد
آه، لم يحن المساء بعد (بالروسية: Ой, то не вечер) هي بداية أغنية شعبية روسية، تُعرف أيضًا باسم «مثل القوزاق» Казачья Притча أو باسم «حلم ستيبان رازين» Сон Степана Разина.
نُشرت أول مرة من قبل المؤلفة الموسيقية ألكسندرا جيليزنوفا أرمفيلت (1866-1933) في مجموعتها «أغاني القوزاق الأوراليين» بعد عملها الميداني في منطقة الأورال خلال عامي 1896 – 1897. كان العنوان الأصلي (في قواعد الإملاء قبل عام 1917) Ой, не вечоръ, то-ли не вечоръ. يقال إن كلمات الأغنية سُجلت بصوت رجل من القوازق يبلغ من العمر 75 عامًا.
كانت الكلمات الأصلية للأغنية مكونة من سبعة أبيات، حيث يوضح المقطع السادس أن الحالم هو المتمرد ستيبان رازين في القرن السابع عشر. يرى رازين حلمًا، ويفسره قائده - برتبة يساؤول - على أنه علامة على هزيمتهم.
1. آه، لم يحن المساء بعد، ولكنني أخذت قيلولة قصيرة، وجاءني حلم؛
2. في الحلم الذي جاءني، كان الأمر كما لو أن حصاني الأسود كالغراب يلعب ويرقص تحت الشاب الجريء والشجاع.
3. آه، وهناك رياح هائجة جاءت من الشرق، ومزقت القبعة السوداء من على رأسي الطائش.
4. آه، انتُزع القوس القوي من الكتف العظيم، آه، وتناثرت السهام الصلبة على الأرض الأم الرطبة،
5. آه، من سيكون هناك ليفسر لي هذا الحلم؟ آه، كان اليساؤول ذكيًا، لقد كشف اليساؤول كل هذا الحلم:
6. "ستيبان، عزيزي تيموفيفيتش، أنت الذي ينادونك رازين، سقط الغطاء الأسود عن رأسك: سوف يسقط رأسك الطائش هذا.
7. "لقد تمزق القوس، يا للأسف، بالنسبة لي، أنا اليساؤول، سيكون الإعدام. آه، لقد تفرقت السهام الصلبة: يا للأسف، سوف يهرب جميع قوزاقنا."

أديت الأغنية بعدة تنويعات، وفي بعض الأحيان شملت ما يصل إلى أحد عشر مقطعًا، ولكن في الشكل الأكثر شيوعًا كما غناها المطربون المعاصرون، يغنى فقط أربعة مقاطع، ويزال ذكر رازين وبدلًا من العلامات الثلاثة في الحلم تُذكر علامة واحدة. يمكن ترجمة هذه الكلمات على النحو التالي:
1. آه، لم يحن المساء بعد، ولكنني أخذت قيلولة قصيرة، وجاءني حلم؛
2. في الحلم الذي جاءني، كان الأمر كما لو أن حصاني الأسود الغراب يلعب ويرقص ويتحرك تحتي؛
3. آه، وهناك رياح شريرة جاءت من الشرق، ومزقت القبعة السوداء من على رأسي الطائش.
4. وكان اليساؤول ذكيًّا، واستطاع أن يفسر حلمي. "أوه، سوف يُقطع بالتأكيد"، قال، "رأسك الطائش هذا".

أصبحت الأغنية مشهورة جدًّا خلال القرن العشرين وأداها العديد من الفنانين منذ السبعينيات، بما في ذلك أرييل في أوبرا الروك «أسطورة يميليان بوجاتشيف» (1978)، وزانا بيتشيفسكايا (1996)، وأركونا ( 2004 )، وزولوتوي كولتسو (2007)، وبيلاجيا (2009)، وفاليري كيبيلوف (2011). أصبح التفسير الذي قدمه أندريه جيليزنياكوف  في عام 2006 معروفًا على المستوى الدولي بعدما استخدمه مقاتل الفنون القتالية المختلطة فيدور إميليانينكو لدى دخوله ساحات المباريات.